# Oude Meer
Oude Meer is een buurtschap in de gemeente Haarlemmermeer, in de Nederlandse provincie Noord-Holland, ten zuiden van Schiphol-Oost. De kern heeft 165 inwoners (2023) en is gelegen langs de Ringvaart.
De buurtschap ontleent zijn naam aan het vroegere Oude Meer (opgegaan in het voormalige Haarlemmermeer), dat in het verlengde van het nog bestaande Nieuwe Meer lag.

## Justitiecomplex Schiphol
Nabij het zuidelijke einde van de Aalsmeerbaan, bevond zich van 2003 tot 2013 in Oude Meer een justitieel complex met:
- een rechtbank (dependance van de rechtbank in Haarlem),
- een vestiging van het Openbaar Ministerie (dependance van het arrondissementsparket in Haarlem) en
- een cellencomplex: het Detentie- en Uitzetcentrum Schiphol-Oost, beheerd door de Koninklijke Marechaussee. In dit cellencomplex woedde in oktober 2005 een grote brand, waarbij elf gedetineerden omkwamen en vijftien gewonden vielen.[2]

Vanaf november 2012 is een nieuw justitiecomplex in gebruik genomen op het bedrijventerrein Schiphol Noordwest bij Badhoevedorp.

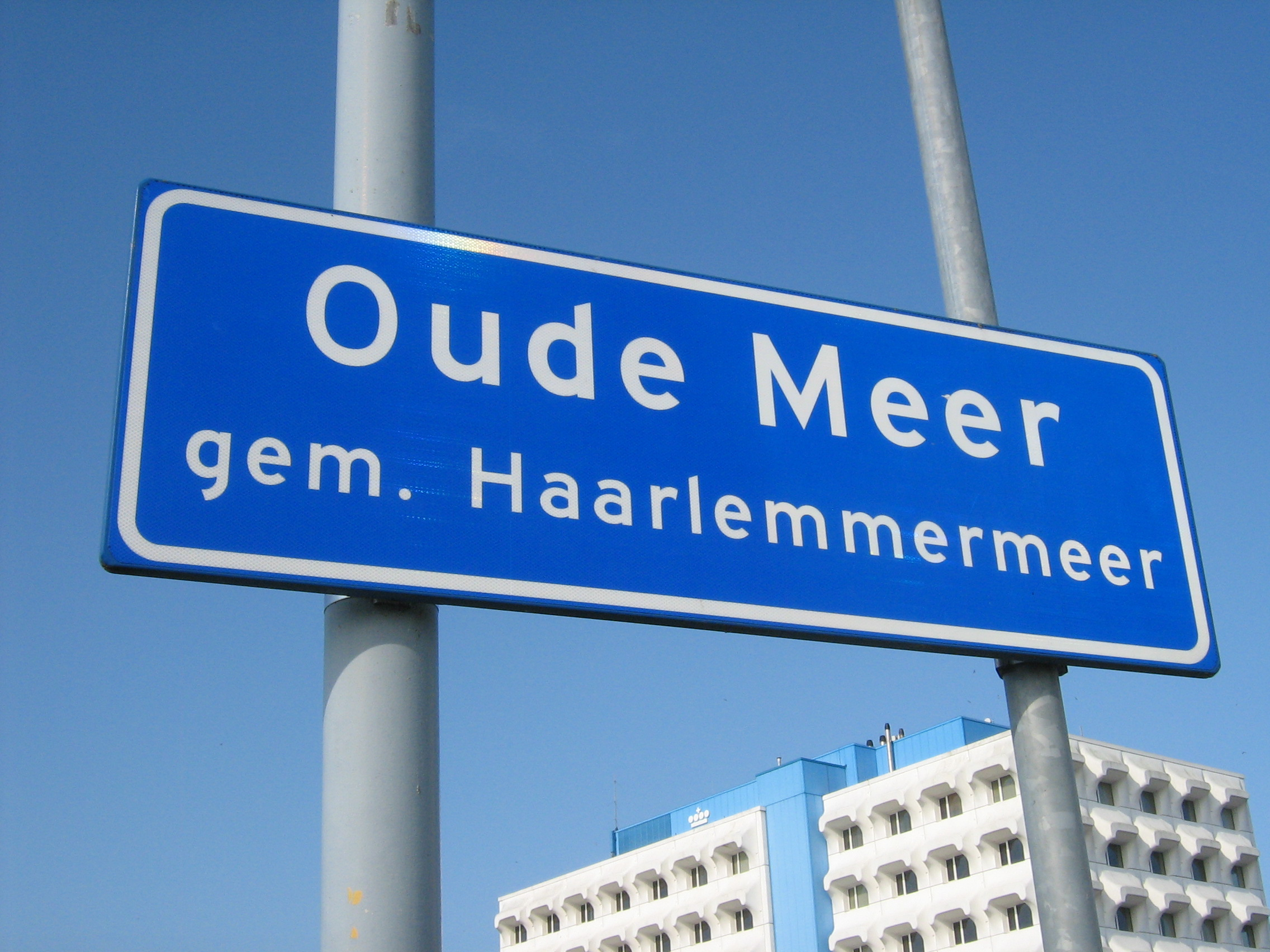
Plaatsnaambord Oude Meer.
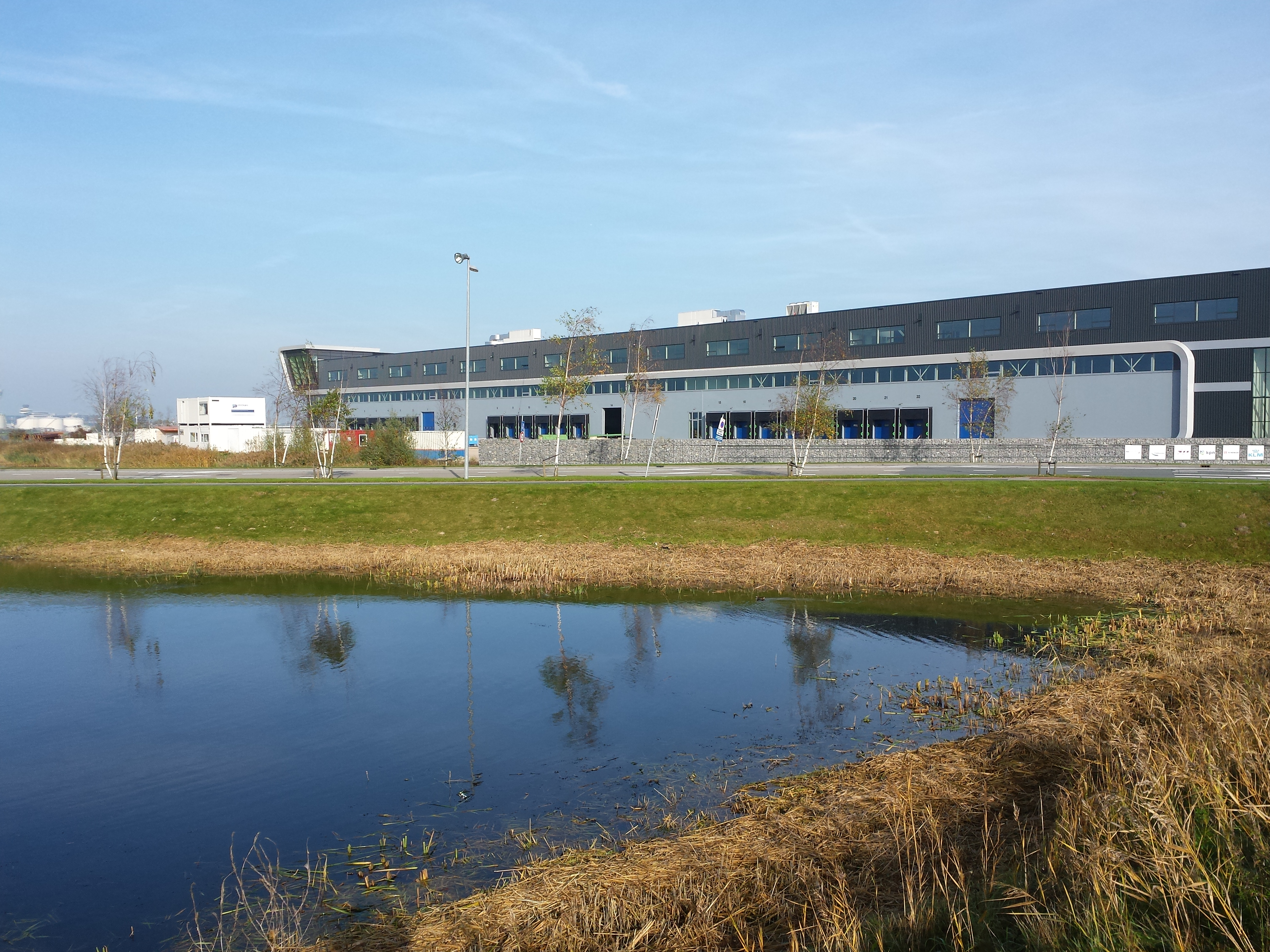
De Fokkerweg (N232) met bedrijven.
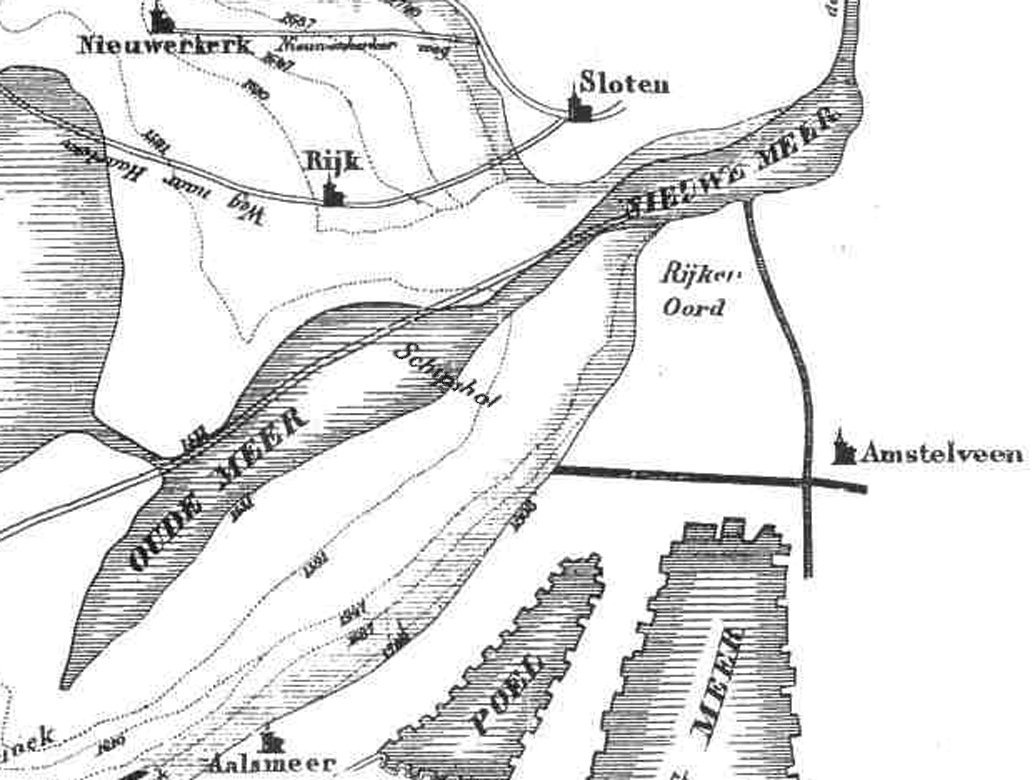
De veronderstelde ligging van het oude meer.

Plaatsen: Abbenes · Badhoevedorp · Beinsdorp · Buitenkaag · Burgerveen · Cruquius · Haarlemmerliede · Halfweg · Hoofddorp · Leimuiderbrug · Lijnden · Lisserbroek · Nieuw-Vennep · Rijsenhout · Rozenburg · Schiphol · Schiphol-Rijk · Spaarndam-Oost · Spaarnwoude · Vijfhuizen · Weteringbrug · Zwaanshoek · Zwanenburg

Gehuchten en buurtschappen: Aalsmeerderbrug · Boesingheliede · Cruquius-Oost · De Hoek · Huigsloot · 't Kabel · De Liede · Nieuwebrug · Nieuwe Meer · Oude Meer · Penningsveer · Schiphol-Oost · Vinkebrug · Vredeburg · Weberbuurt

Voormalige gemeente: Haarlemmerliede en Spaarnwoude

Noord-Holland: Steden en dorpen      Nederland: Provincies · Gemeenten